# Забытая война
Забы́тая война́ (фр. La Guerre oubliée) — документально-художественный фильм, снятый в 1987 году квебекским режиссёром Ришаром Буте и вышедший на экраны 15 января 1988 года.

## Сюжет
Действие фильма основано на реальных событиях и происходит в Квебеке во время Первой мировой войны. Тогда Квебек, как и вся Канада, был британским доминионом. И когда летом 1917 года лондонское правительство попыталось провести там воинский призыв, вспыхнуло антивоенное восстание.

## О фильме
«Забытая война» — второй квебекский фильм, повествующий о Первой мировой войне, первым был несохранившийся короткометражный фильм Эрнеста Уиме «Зов свободы» (англ. The Call of Freedom), снятый в 1918 году.
Фильм представляет собой серию цветных художественных видео-фрагметов в исполнении современных актёров, перемежающихся с кадрами кинохроники 1917 года и воспоминаниями очевидцев.
Фильм сделал знаменитой квебекскую певицу Жо Бокан, сыгравшую в фильме одну из ролей.

## Награда
В ноябре 1988 года режиссёр фильма Ришар Буте получил за него премию Альберта-Квебек (фр. Prix Alberta-Québec, англ. Alberta-Quebec Prize) за инновации в киноискусстве.